# The Distance to Here
| Críticas profissionais | Críticas profissionais |
| Avaliações da crítica  | Avaliações da crítica  |
| Fonte                  | Avaliação              |
| ---------------------- | ---------------------- |
| AllMusic               | [ 1 ]                  |
| Entertainment Weekly   | C+                     |
| Rolling Stone          | [ 3 ]                  |

The Distance to Here é o quarto álbum de estúdio da banda Live, lançado em 1999. O álbum estreou em 4 na Billboard 200, vendendo 138.000 cópias em sua primeira semana e foi disco de platina pela RIAA em 19 de Novembro de 1999.

## Faixas
| N.º            | Título                                 | Letras                        | Duração |  |
| 1.             | "The Dolphin's Cry"                    | Ed Kowalczyk                  | 4:24    |  |
| 2.             | "The Distance to Here"                 | Ed Kowalczyk                  | 3:51    |  |
| 3.             | "Sparkle"                              | Ed Kowalczyk                  | 4:33    |  |
| 4.             | "Run to the Water"                     | Kowalczyk, Patrick Dahlheimer | 4:28    |  |
| 5.             | "Sun"                                  | Ed Kowalczyk                  | 3:32    |  |
| 6.             | "Voodoo Lady"                          | Kowalczyk, Chad Taylor        | 4:19    |  |
| 7.             | "Where Fishes Go"                      | Kowalczyk, Taylor             | 4:22    |  |
| 8.             | "Face and Ghost (The Children's Song)" | Ed Kowalczyk                  | 4:30    |  |
| 9.             | "Feel the Quiet River Rage"            | Ed Kowalczyk                  | 4:36    |  |
| 10.            | "Meltdown"                             | Ed Kowalczyk                  | 3:53    |  |
| 11.            | "They Stood Up for Love"               | Kowalczyk, Dahlheimer, Taylor | 4:35    |  |
| 12.            | "We Walk in the Dream"                 | Ed Kowalczyk                  | 4:22    |  |
| 13.            | "Dance with You"                       | Ed Kowalczyk                  | 4:37    |  |
| Duração total: | Duração total:                         | Duração total:                | 56:04   |  |

## Tabelas musicais

### Álbum
| Parada                        | Melhor posição |
| ----------------------------- | -------------- |
| Australian Albums Chart       | 1              |
| Austrian Albums Chart         | 11             |
| Belgian Flanders Albums Chart | 1              |
| Belgian Wallonia Albums Chart | 47             |
| Canadian Albums Chart         | 1              |
| Dutch Albums Chart            | 2              |
| Finnish Albums Chart          | 24             |
| German Albums Chart           | 13             |
| New Zealand Albums Chart      | 2              |
| Norwegian Albums Chart        | 2              |
| Swedish Albums Chart          | 6              |
| Swiss Albums Chart            | 47             |
| UK Albums Chart               | 56             |
| US Billboard 200              | 4              |

### Singles
| Single                   | Melhor posição | Melhor posição | Melhor posição | Melhor posição | Melhor posição | Melhor posição | Melhor posição | Melhor posição |
| Single                   | US             | US (M.R.)      | AUS            | BEL (FL)       | FIN            | NED            | NZ             | UK             |
| ------------------------ | -------------- | -------------- | -------------- | -------------- | -------------- | -------------- | -------------- | -------------- |
| "The Dolphin's Cry"      | 78             | 3              | 25             | 7              | —              | 10             | 48             | 62             |
| "Run to the Water"       | —              | 14             | 34             | —              | 15             | 49             | 44             | —              |
| "They Stood Up for Love" | —              | 31             | —              | 1              | —              | 44             | —              | —              |